# اس‌ام یوبی-۱۱۸
اس‌ام یوبی-۱۱۸ (به انگلیسی: SM UB-118) یک زیردریایی بود که طول آن ۵۵٫۸۵ متر (۱۸۳٫۲ فوت) بود. این زیردریایی در سال ۱۹۱۷ ساخته شد.